# Tomoyoshi Koyama
Tomoyoshi Koyama, född den 19 mars 1983 i Kanagawa i Japan är en japansk roadracingförare.

## Roadracingkarriär
Koyama gjorde VM-debut redan 2000 som wildcard i 125GP hemma på Motegibanan. Efter enstaka race i 125GP och 250GP 2003 och 2004 körde Koyama hela VM-säsongen 2005. Han tog två pallplatser och blev åtta i VM, vilket var tillräckligt för att bli årets nykomling (Rookie of the Year). 2006 var ett skadedrabbat år. Till 2007 fick Koyama kontrakt med KTM:s fabriksstall. Han tog sin första Grand Prix-seger genom vinsten i Kataloniens Grand Prix och slutade trea i 125GP Roadracing-VM 2007. Koyama var en av förhandsfavoriterna den kommande säsongen, då han fortsatte för KTM i team ISPA KTM Aran med samma utrustning som fabriksstallet. Han misslyckades dock helt och hållet 2008 och nådde under säsongens första halva knappt ens poängplatser. 2009 gick ännu sämre i det nya teamet Loncin Racing. Roadracing-VM 2010 fick Koyama kontrakt med Racing Team Germany och presterade bättre igen. Han blev åtta i VM med andraplatsen i Tysklands Grand Prix som bästa tävling. Säsongerna därefter har Koyama endast gjort enstaka inhopp i Moto2-klassen.

## Pallplatser 125GP
| Nr | Grand Prix | År   |
| -- | ---------- | ---- |
| 1  | Katalonien | 2007 |

| Nr | Grand Prix     | År   |
| -- | -------------- | ---- |
| 1  | Australien     | 2005 |
| 2  | Storbritannien | 2007 |
| 3  | Tyskland       | 2007 |
| 4  | Malaysia       | 2007 |
| 5  | Tyskland       | 2010 |

| Nr | Grand Prix | År   |
| -- | ---------- | ---- |
| 1  | Turkiet    | 2005 |
| 2  | Turkiet    | 2007 |
| 3  | San Marino | 2007 |